# Mowi
Mowi conhecida anteriormente como  Marine Harvest ASA e Pan Fish é uma multinacional norueguesa de produção de frutos do mar, entre seus produtos estão salmão de viveiro, peixe fresco, salmão inteiro e salmão processado, na piscicultura ela produz e comercializa peixes inteiros, filés, bifes, porções, kebabs, peixe defumado, salmão defumado, costeletas, lombos entre outros.
A Mowi tem unidades de produção em seu país natal, a Noruega, mas também na Bélgica, Canadá, Chile, França, Ilhas Faroé, Irlanda, Países Baixos, Polônia, Reino Unido e Estados Unidos.
Foi fundada em 2006 após a fusão das empresas Fjord Seafood, Pan Fish e Marine Harvest e sua sede fica na cidade de Bergen na Noruega.
Quando surgiu, ela tinha o nome de Pan Fish, porém em 2007 mudou seu nome para Marine Harvest ASA e onde permaneceu com este nome até 1 de janeiro de 2019, quando em uma mudança aprovada pelos acionistas, a companhia passou a se chamar Mowi ASA.

## Marcas
- Mowi[3]
- Kristen[3]
- Rebel Fish[3]
- Laschinger[3]
- Ducktrap River[3]
- Harbour Salmon[3]
- Pieters[3]